# Hrehory Bohdanowicz Wołłowicz
Hrehory Bohdanowicz Wołłowicz, Grzegorz Wołłowicz, białorus. Рыгор Валовіч (zm. 1577) – przedstawiciel litewskiej magnaterii z rodu Wołłowiczów, syn Bohdana Wołłowicza, brat Ostafiego, ojciec Hieronima; dworzanin hospodarski od 1548 r., horodniczy grodzieński 1558–1566 r., marszałek hospodarski 1560–1563, łowczy 1567–1574, wojewoda smoleński (1571–1577), starosta mścisławski 1548–1567, mielnicki, dzierżawca ejszyski, worniański, pozelwski. Poseł w Moskwie w 1563 r.
Znany z rewizji puszcz dokonanej w 1559 i założenia miasta Wasilków na polecenie Zygmunta Augusta. Przeszedł z prawosławia na kalwinizm, a następnie na katolicyzm.
W 1573 roku potwierdził elekcję Henryka III Walezego na króla Polski.

## Literatura
- Анатоль Грыцкевіч, Вялікае Княства Літоўскае (encyklopedia)